# Polyommatus fulmineus
Polyommatus fulmineus är en fjärilsart som beskrevs av Turati 1933. Polyommatus fulmineus ingår i släktet Polyommatus och familjen juvelvingar. Inga underarter finns listade i Catalogue of Life.